# Iván Cuéllar Sacristán
Iván Cuéllar Sacristán, conegut futbolísticament com a Pichu (nascut el 27 de maig de 1984 a Mèrida), és un futbolista que juga com a porter al RCD Mallorca.
Va començar a jugar a les categories inferiors del Mérida UD, a la seva localitat natal, ingressant al planter de l'Atlètic de Madrid l'1 de juliol de 2001.
Va debutar amb el primer equip del conjunt matalasser el 20 de gener de 2005 a un partit de Copa del Rei davant el Lorca Deportiva CF. A primera divisió debutà el 29 de maig d'aquell any, a casa i davant el Getafe CF, amb un resultat d'empat a dos gols.
Va gaudir de molt poques oportunitats a l'equip madrileny, sobretot a la temporada 2005-06 on no va jugar cap partit ni a la lliga ni a la copa.
Durant la temporada 2006-07 va jugar set partits a la lliga, i dos a la copa, a causa de les absències del porter titular, Leo Franco.
La temporada 2007-08 va jugar cedit a la SD Eibar de Segona divisió espanyola de futbol.
En finalitzar el contracte amb l'Atlético de Madrid va signar per quatre temporades amb l'Sporting de Gijón a la temporada 2008-09.